# VfL Gummersbach
VfL Gummersbach (VfL Gummersbach von 1861 e.V.) – niemiecki klub piłki ręcznej mężczyzn, powstały w 1926 roku. Swoją bazę ma w Gummersbach, choć swoje mecze gra w Kolonii.

## Sukcesy
- Mistrzostwo Niemiec (12 razy): 1966, 1967, 1969, 1973, 1974, 1975, 1976, 1982, 1983, 1985, 1988, 1991.
- Wicemistrzostwo Niemiec (6 razy): 1968, 1970, 1972, 1978, 1980, 1981.
- Puchar Niemiec (5 razy): 1978, 1979, 1982, 1983, 1985.
- Puchar Europy (5 razy): 1967, 1970, 1971, 1974, 1983.
- Puchar Zdobywców Pucharów (4 razy): 1978, 1979, 2010, 2011[1].
- Finalista Pucharu Zdobywców Pucharów: (1 raz): 2012

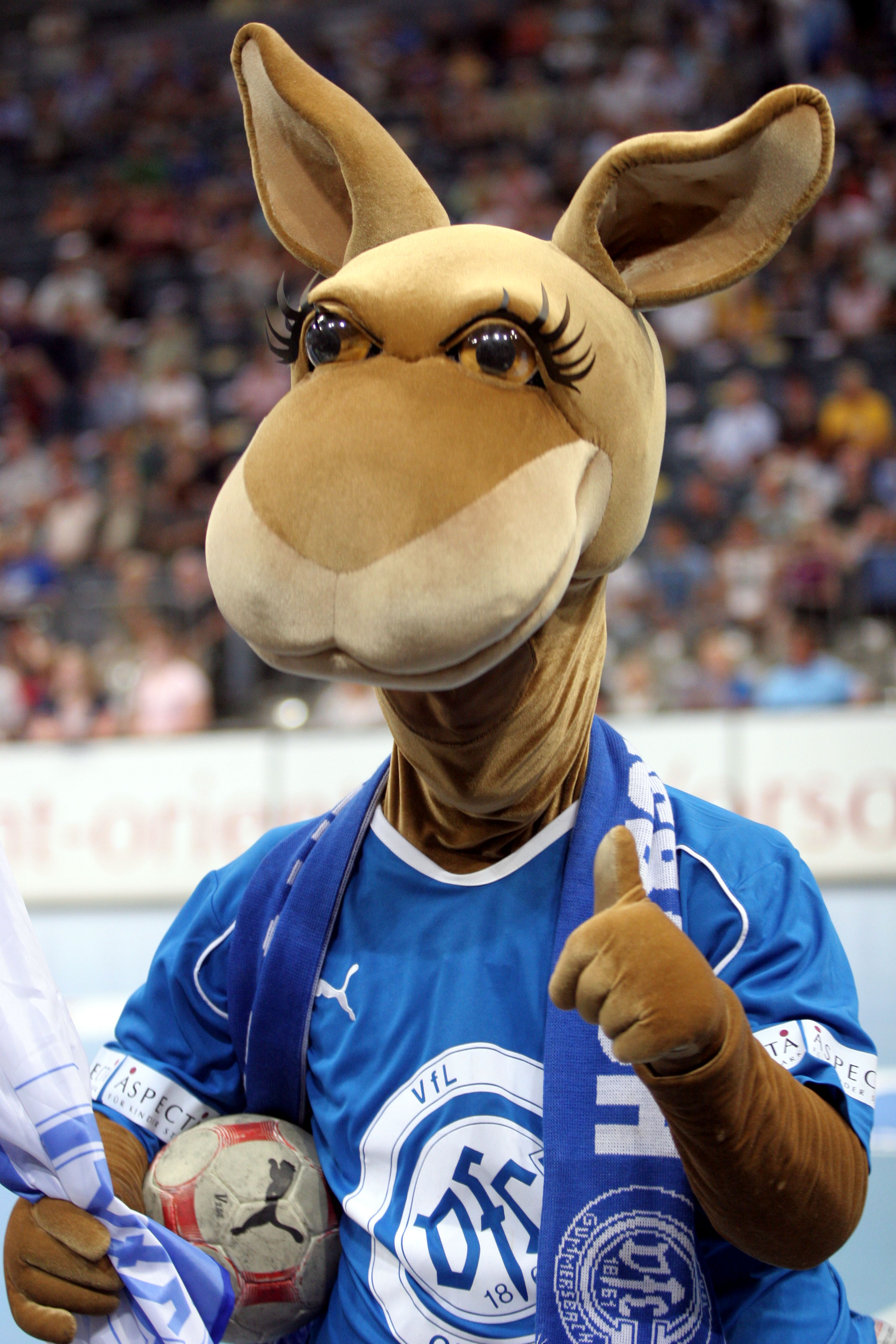
Maskotka drużyny Gummi

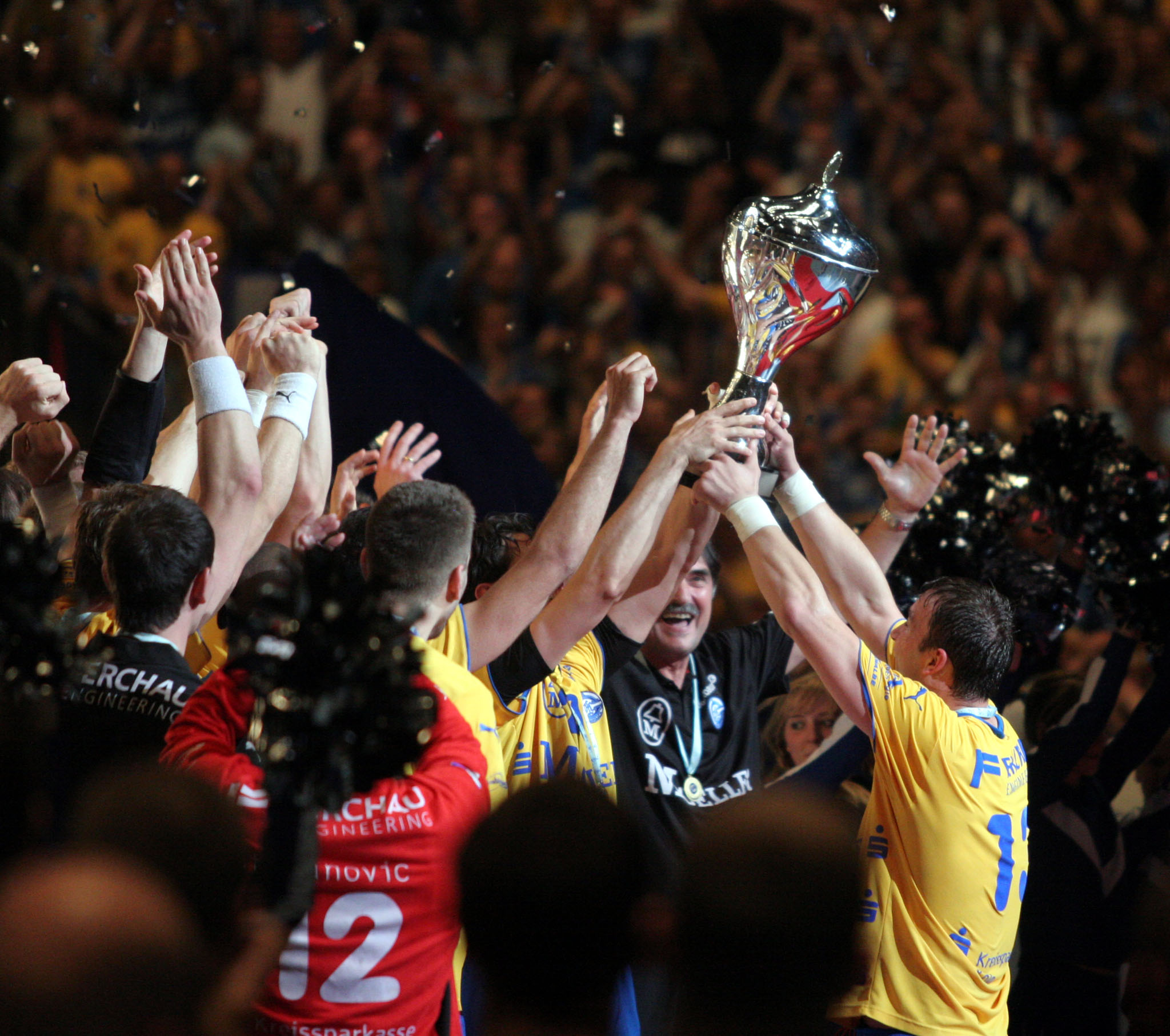
Gummersbach ze zdobytym pucharem EHF (2009)

- Puchar EHF (2 razy): 1982, 2009.

## Zawodnicy

### Kadra na sezon2013/2014
| Numer | Imię i nazwisko       | Pozycja               |
| ----- | --------------------- | --------------------- |
| 1     | Borko Ristovski       | bramkarz              |
| 2     | Tobias Schröter       | prawoskrzydłowy       |
| 3     | Nemanja Mladenović    | środkowy rozgrywający |
| 4     | Christoph Schindler   | środkowy rozgrywający |
| 5     | Michal Kopčo          | obrotowy              |
| 11    | Barna Putics          | lewy rozgrywający     |
| 12    | Lucas Puhl            | bramkarz              |
| 14    | Philipp Jaeger        | lewoskrzydłowy        |
| 15    | Jörg Lützelberger     | obrotowy              |
| 16    | Carsten Lichtlein     | bramkarz              |
| 19    | Joakim Larsson        | obrotowy              |
| 21    | Andreas Heyme         | obrotowy              |
| 27    | Jan-Lars Gaubatz      | prawy rozgrywający    |
| 29    | Florian von Gruchalla | prawoskrzydłowy       |
| 31    | Mark Bult             | prawy rozgrywający    |
| 71    | Andreas Schröder      | lewy rozgrywający     |
| 77    | Vedran Zrnić          | prawoskrzydłowy       |
| 92    | Raul Santos           | lewoskrzydłowy        |